# 유성가면 피터
《유성가면 피터》(원제: 유성가면)은 1966년 6월 3일부터 1967년 2월 21일까지 후지테레비에서 전39화로 방영된 TCJ(현 에이켄)제작의 애니메이션으로 원작은  소년북에 연재된 쿠스노키 다카하로의 동명의 작품이다.
한국에서는 1975년 3월 12일부터 9월 17일까지 매주 수요일 문화방송(MBC)에서 저녁 6시에 방영되었다.

## 스토리
2001년 새로 발견되어 지구와 같은 공전궤도에서 항상 태양을 사이에 두고 지구와 반대에 위치한 행성 삐네론과 지구는 우호관계가 되어, 지구의 로켓조종사 요한센과 삐네론인 마리아와의 성간결혼에 의한 첫 번째 아이 피터가 태어난다. 지구인과 삐네론인은 똑같은 모습을 하고 있으며, 다만 삐네론인과 그 혼혈하의 관자놀이 부근에는 십자형 “삐네론 마크”가 있는 점이 다르다.
피터 탄생 후 15년, 지구와 삐네론 별간의 교류로 인해 이민자와 혼혈인도 많이 늘어나게 되었다. 그때 삐네론 별에 핵물질을 수송하던 요한센의 로켓이 삐네론 대도시 상공에서 폭발사고를 일으켜 사망하게 되고, 삐네론 측에도 막대한 인명피해를 입히게 된다. 이로 인해 삐네론 별에서는 지구의 공격이라는 오해가 퍼지고, 삐네론의 권력자 호이겐스는 이때를 틈타 참모 이모시 박사와 함께 독재권력을 손에 넣고 지구와의 전쟁을 일으킨다. 지구에서도 체재 혹은 이주한 삐네론인이나 그 혼혈아를 강제 수용소에 보내는 등의 조치를 취해 피터의 어머니 마리아도 수용소에 끌려가지만 피터는 지구인 소쿠라돈 교수에 의해 보호를 받게 된다. 한편 30년 정도 앞선 삐네론의 과학력으로 인해 지구군은 고전을 면치 못하고 이때 유성가면이라고 자칭하는 수수께끼의 소년이 등장하여 위기에 빠진 지구군을 도와 삐네론과 싸운다.
유성가면의 등장으로 삐네론은 최신병기를 투입하고, “삿뿌스(우주닌자)”라는 특수능력을 가진 전투원을 보낸다. 유성가면은 공격을 저지하지만 결국 삐네론군은 지구에 진격을 하게 된다.
한편, 지구 방위군의 비츠 사령관과 소쿠라돈 교수는 요한센의 조난 폭발 사고 당시의 데이터를 분석한 결과 모든 것이 삐네론 측의 계략임을 밝혀내고, 이를 호이겐스에게 알려준다. 사실 이 모든 것은 이모시 박사의 음모였던 것이다. 본색을 드러낸 이모시는 호이겐스를 죽이려 하지만 호이겐스가 우주선을 자폭시켜 이모시와 함께 동귀어진을 한다.
그리고 비츠 사령관과 소쿠라톤 교수 앞에 정체를 들어내는 피터.
마침내 지구와 삐네론간의 오해는 풀리고 다시 평화를 되찾는다. 피터는 아버지의 뒤를 이어 지구와 삐네란간의 왕복 우주선의 조종사가 된다.

### 이야기의 구성
본작은 1화 완결의 방송이지만, 제1화에서 갑작스런 개전에 당혹해 하는 지구인의 모습에 중점을 두었다거나, 최초에 발생한 의문의 우주선사고가 실은 조작된 것이다라는게 최종화에 다다라서 판명되는 등 정교한 구성으로 되어 있다. 또한 지금까지 평화적으로 교류하던 두 행성이 갑자기 개전에 의해 혼란상태가 되어 이성의 인간이 체포되고 수용소에 보내지거나, 피터가 삐네론간의 혼혈아라는 이유로 주위사람들에게 차별과 의혹을 받은 등의 현실감 있는 묘사도 보인다. 맥과 파이크라는 우수꽝스러운 등장인물도 있고, 설정이나 움직임묘사가 치졸한 부분도 있지만 전체적으로 전작인 “유성소년 빠삐”에 비해, 화풍이나 이야기전개가 중후한 시리어스드라마의 스타일이 있다.

## 「유성가면」의 호칭 및 위치
유성가면의 등장장면은 다소 정형화되어 적측이 “누구냐”하고 소리치면 “사람들이 부르길 유성가면”이라고 답하는 데 유성가면이라는 이름이 피터가 지은 것이 아니고 방송 제 1화에서 후반에 전쟁으로 인해 패닉에 빠진 군중들을 내려다 보며 등장한 정체 불명의 가면을 보고 사람들이 “유성가면이다”라고 외치기 시작한데 따른 것이다. (사실 밑도 끝도 없이 등장한 피터를 보고 유성가면이라고 외치는 부분은 황당했다)
유성가면의 정체는 이야기 중에서는 마지막회까지 아무도 모르는 것이었고, 극중에서 피터가 유성가면으로 변신하는 장면도 없었기 때문에 시청자에게 공식적으로 밝혀지지는 않았다. (참고로 한국에서는 제목 자체가 유성가면 피터였기 때문에 제목에서부터 이미 스포일러)
유성가면은 소형단좌로켓 “로켓라이더”로, 우주의 어떤 먼 전장에라도 빠르게 달려갈 수 있다. 무기는 “울트라슈터”로 수리검처럼 손으로 던지는 물건으로 강철도 자를 수 있는 위력이 있다.
제목이 우리말로 표기되어 있기 때문에 당시 시청자는 "유성가면"의 유성이 별똥별(流星)을 의미하는 줄로만 알았다. 실제로는 원제목인 "遊星仮面"에서 보듯이 한자가 다르며, 여기서 유성(遊星)은 행성을 의미한다. 즉 실제로는 "행성가면 피터"라는 제목이며, 여기서 행성은 지구와 삐네론을 의미한다. 이 점은 전작인 "유성(遊星)소년 빠삐"도 마찬가지였으며 이를 반영하여 빠삐의 영문판 제목은 "Prince Planet"이었다. 그러나 빠삐의 국내 방영시 제목은 "우주의 왕자 빠삐"였으므로 유성에 대한 오해는 없었다.

## 주제가
- 작사: 윤석중/작곡: 마상원/노래: 별넷